# 예고범
《예고범》(일본어: 予告犯)은 츠츠이 테츠야의 만화 작품이다.

## 개요
《점프 카이》 (슈에이샤)에서 2011년부터 2013년 9호까지 연재되었다. 단행본은 전 3권.

## 등장인물

### 예고범 그룹
게이츠/오쿠다 히로아키
예고범 그룹 〈신분시〉의 주범격.
칸사이/카사이 토모히코
오사카 출신.
메타보/테라하라 신이치
후쿠오카 출신.
노비타/키무라 코이치
미야기 출신.

### 경찰 관계자
요시노 에리카
경시청 사이버 범죄 대책과 반장.
오카모토 다이키
경시청 사이버 범죄 대책과 소속 형사.
이치카와 마나부
경시청 사이버 범죄 대책과 소속 형사.
마츠모토 신이치
경시청 사이버 범죄 대책과 과장.
아라가키
고속대 대원.

### 타깃이 된 인물·기업·단체
식품 가공 회사
이시카와현 K시에 있는 식품 가공 업자.
부시키 슈야
모 외식점의 전 아르바이트 점원.
세키 슈지
R대학의 전 학생.
이케하타 마사요시
모 넷 서비스 기업에 근무하는 회사원.
시가디안
고래잡이 반대 운동 등을 행하고 있는 해외의 환경 보호 단체.
시타라기 타다시
현직 중의원 의원.

### 그 외
마스야마 쇼타
토치기 현 U시에 사는 중학생.
호리이
게이츠가 과거에 근무했던 IT 회사의 사장.
노모토 청소의 사장과 사장 부인
빌딩 외벽 청소를 사업으로 하는 청소 회사.
효로/넬슨 카토 리카르테
필리핀 출신의 일본계 외국인.
이시다 키요시
게이츠 등 5인이 먹고 자며 육체 노동을 하던 때의 현장 감독.
카에데
이와테현 K시에 있는 라멘 가게에서 일하는 여성 점원.
아오야마 유이치
인터넷 카페 〈피트 보이〉에서 일하는 점원.

## 서지 정보
- 츠츠이 테츠야 《예고범》 슈에이샤 〈영 점프 코믹스〉 전 3권
  1. 2012년 4월 10일 발매, ISBN 978-4-08-879310-8
  2. 2012년 12월 10일 발매, ISBN 978-4-08-879495-2
  3. 2013년 9월 10일 발매, ISBN 978-4-08-879680-2

## 스핀오프 작품

### 예고범-THE COPYCAT-
《예고범 -THE COPYCAT-》은 스핀오프 만화 작품이다.
〈신분시〉의 모방범 (카피캣)을 하는 고교생 그룹의 스토리.

### 예고범-THE CHASER-
《예고범 -THE CHASER-》는 스핀오프 소설 작품이다.
요시노 에리카와 경시청 사이버 범죄 대책과의 그 후 활동을 그린다.

## 영화
2015년 6월 6일, 일본에서 공개되었다. 감독은 나카무라 요시히로. 주연은 이쿠타 토마.

### 캐스트
- 게이츠/오쿠다 히로아키 - 이쿠타 토마
- 요시노 에리카 - 토다 에리카
- 칸사이/카사이 토모히코 - 스즈키 료헤이
- 노비타/키무라 코이치 - 하마다 가쿠
- 메타보/테라하라 신이치 - 아라카와 요시요시
- 오카모토 다이키 - 타쿠마 타카유키
- 이치카와 마나부 - 사카구치 켄타로
- 아오야마 유이치 - 쿠보타 마사타카
- 카에데 - 코마츠 나나
- 효로 - 후쿠야마 코헤이
- 이시다 키요시 - 나카노 시게루
- 키타무라 - 타나카 케이
- 쿠리하라 - 타키토 켄이치
- 카토 - 혼다 히로타로
- 시타라기 타다시 - 코히나타 후미요

### 스태프
- 감독 - 나카무라 요시히로
- 원작 - 츠츠이 테츠야
- 각본 - 하야시 타미오
- 음악 - 오오마마 타카시
- 기획·프로듀스 - 히라노 타카시
- 프로듀스 - 타케다 요시타카
- 촬영 - 소마 다이스케
- 미술 - 시미즈 타케시
- 배급 - 토호
- 제작 프로덕션 - WOWOW FILMS, C&I 엔터테인먼트
- 제작 간사 - TBS, WOWOW
- 제작 - 영화 〈예고범〉 제작 위원회

## 텔레비전 드라마
《예고범 -THE PAIN-》은 2015년 6월 7일부터 7월 5일까지 WOWOW 연속 드라마 W에서 방송된 텔레비전 드라마이다. 전 5화. 주연은 히가시야마 노리유키. 영화판의 스토리로부터 1년 후를 그린 오리지널 스토리이다. 영화판 감독인 나카무라 요시히로가 감독을 맡았고, 토다 에리카가 영화판과 같은 역으로 출연했다.

### 캐스트
- 사쿠마 에이지 - 히가시야마 노리유키
- 요시노 에리카 - 토다 에리카
- 타부치 유조 - 하시모토 사토시
- 오키나 케이코 - 이치카와 미카코
- 미즈타니 켄 - 키리타니 켄타
- 히라사와 아츠시 - 타나카 류조
- 야자키 신타로 - 오오니시 시마
- 카네코 - 코마츠 토시마사
- 사코타 - 마츠바야시 신지
- 신타니 스바루 - 모리오카 류
- 카키네 - 츠무라 노리요시
- 하나야마 토오루 - 무라이 쿠니오

### 스태프
- 원작·스토리 감수 - 츠츠이 테츠야
- 시리즈 구성 - 나카무라 요시히로
- 감독 - 나카무라 요시히로, 히라바야시 카츠토시, 사와다 메구미
- 각본 - 하야시 타미오, 타나카 히로시
- 음악 - 오오마마 타카시
- 프로듀스 - 우에다 하루나
- 제작 프로덕션 - 트윈즈 재팬
- 제작 저작 - WOWOW

### 방송 일자
| 방송회     | 방송일         | 각본          | 감독                |
| ---------- | -------------- | ------------- | ------------------- |
| CASE #1    | 2015년 6월 7일 | 하야시 타미오 | 나카무라 요시히로   |
| CASE #2    | 6월 14일       | 타나카 히로시 | 히라바야시 카츠토시 |
| CASE #3    | 6월 21일       | 타나카 히로시 | 사와다 메구미       |
| CASE #4    | 6월 28일       | 타나카 히로시 | 히라바야시 카츠토시 |
| FINAL CASE | 7월 5일        | 타나카 히로시 | 히라바야시 카츠토시 |